# Wajid Khan
Wajid Khan, barone Khan di Burnley (Burnley, 15 ottobre 1979), è un politico britannico, membro del Partito Laburista e europarlamentare dal 2017 al 2019.

## Biografia
Ha studiato giurisprudenza all'Università del Lancashire Centrale, ha conseguito un master in diritto europeo. Ha iniziato a lavorare come docente incaricato nella sua università di provenienza. È stato coinvolto in attività politiche all'interno del Partito Laburista. È diventato consigliere a Burnley e membro dell'esecutivo municipale.
Alle elezioni del 2014 ha corso senza successo per il Parlamento europeo. Tuttavia, ha assunto il mandato di europarlamentare nel giugno 2017 al posto di Afzal Khan. Nel Parlamento europeo si è unito al gruppo dell'Alleanza Progressista di Socialisti e dei Democratici.
Il 4 febbraio 2021 è stato creato pari a vita con il titolo barone Khan di Burnley, di Burnley nella contea di Lancashire.